# Juan Gabriel (álbum)
Juan Gabriel es el trigésimo álbum de estudio del cantante mexicano homónimo, luego de no publicar un álbum con temas inéditos en siete años. Fue lanzado el 4 de mayo de 2010. El álbum consta de 11 nuevos temas compuestos por el cantante.

## Lista de canciones[1]
Todas las canciones escritas y compuestas por Juan Gabriel. 
| N.º | Título                          | Duración |  |
| 1.  | «Te Vas A Quedar Con Las Ganas» | 3:32     |  |
| 2.  | «Gracias Al Amor»               | 3:29     |  |
| 3.  | «Las Tardes Aquellas»           | 3:39     |  |
| 4.  | «Mi Más Bello Error»            | 3:29     |  |
| 5.  | «El Consentido»                 | 2:49     |  |
| 6.  | «¿Por Qué Me Haces Llorar?»     | 3:02     |  |
| 7.  | «De La Cabeza A Los Pies»       | 3:12     |  |
| 8.  | «Amor Aventurero»               | 3:47     |  |
| 9.  | «Mariachi»                      | 4:13     |  |
| 10. | «Nunca, Nunca Vuelvas»          | 3:09     |  |
| 11. | «Agradecimiento»                | 3:03     |  |